# ジョン・コール (初代マウントフローレンス男爵)
初代マウントフローレンス男爵ジョン・コール（英語: John Cole, 1st Baron Mountflorence、1709年10月13日 – 1767年11月30日）は、アイルランド王国の政治家、貴族。

## 生涯
アイルランド庶民院議員ジョン・コール（John Cole、1726年7月没）とフローレンス・レイ（Florence Wrey、第4代準男爵サー・バウチャー・レイの娘）の息子として、1709年10月13日に生まれた。
1730年、親族リチャード・コールの死に伴い、その後任としてエニスキレン選挙区選出のアイルランド庶民院議員に就任した。以降1760年まで庶民院議員を務めた。1733年、ファーマナ県長官を務めた。
1760年9月8日、アイルランド貴族であるファーマナ県におけるフローレンス・コートのマウントフローレンス男爵に叙され、1761年10月22日にアイルランド貴族院に初登院した。
1767年11月30日にアイルランドにて没、息子ウィリアム・ウィラビーが爵位を継承した。

## 家族
1728年10月、エリザベス・モンゴメリー（Elizabeth Montgomery、1771年4月にバースにて没、ヒュー・ウィラビー・モンゴメリーの娘）と結婚した。
- ウィリアム・ウィラビー（1736年 – 1803年） - 第2代マウントフローレンス男爵、初代エニスキレン子爵、初代エニスキレン伯爵
- アーサー（英語版）（1750年 – 1810年） - アイルランド庶民院議員、連合王国庶民院議員